# Sabine John
Sabine John (Döbeln, 16 oktober 1957) is een atleet uit Duitsland.
In 1982 en 1983 behaalde John zilveren medailles op de Europese kampioenschappen en wereldkampioenschappen atletiek bij het onderdeel zevenvijfkamp. Ook werd ze nationaal kampioene zevenkamp in 1984, indoor vijfkamp in 1984-85 en op de 4x100 meter estafette.
In 1984 behaalde ze het wereldrecord op de zevenkamp, maar aan de Olympische Spelen van Los Angeles in 1984 mocht ze vanwege een Sovjet-boycot niet meedoen.
Op de Olympische Zomerspelen van Seoul in 1988 nam John deel aan het onderdeel zevenkamp en verspringen. Op de zevenkamp behaalde ze de zilveren medaille voor Oost-Duitsland.
- World Athletics: 14355630